# Чертёнок с пушистым хвостом
«Чертёнок с пуши́стым хвосто́м» — советский рисованный мультфильм 1985 года, юмористический фильм режиссёра Анатолия Резникова. Сюжет мультфильма основан на рассказе О. Генри «Вождь краснокожих».

## Сюжет
Два незадачливых пса захотели получить себе баранью ногу, которую рыжий кот и его сын купили в магазине. Псы похитили маленького рыжего котёнка, заперли его в сарае и написали письмо, в котором потребовали выкуп. Но лучше бы они этого не делали.
Худой пёс понёс письмо коту, а толстый остался сторожить котёнка. Котёнок начал хулиганить и с большой изобретательностью мстить похитителям: сначала он сбросил на голову толстому псу кирпич, потом запустил ему сильно в морду боксёрской перчаткой на пружине и вдобавок надел на голову ведро. Пёс попытался поймать и сильно отшлепать котёнка за проделки, но тот подсунул ему книгу «Воспитание ребёнка», которую нашёл в сарае. В книге было написано, что детей бить нельзя, и приводились советы по времяпрепровождению с детьми. Котёнок каждый раз показывал новый совет, когда пёс в гневе пытался его строго наказать, но к каждой затее придумывал очередную злую пакость. Так, он подменяет футбольный мяч камнем, закрывает пса в бочке, идёт собирать с ним грибы и закладывает под самым крупным динамит и т. д. В результате толстый пёс пришёл в отчаяние и сказал вернувшемуся худому: «Бежим! Он нас доконает! Свои ноги уносить надо!». Однако бежать не получилось — котёнок их нашёл и продолжил свои жестокие игры.
Ответным письмом папа-кот поставил условие: он примет назад котёнка, если псы приведут в дополнение целого барана. Барана у них не было, и баранью шкуру пришлось надеть худому псу. В обмен на котёнка взрослый кот решил подарить похитителям книгу «Вождь краснокожих». Псы набросили баранью шкуру на котов и убежали, понадеявшись, что они больше не увидят котёнка. Они прыгнули в ехавший рядом грузовик, но к своему ужасу обнаружили, что водителем грузовика был не кто иной, как тот самый котёнок.

## Создатели
- Автор сценария: Аркадий Хайт
- Режиссёр: Анатолий Резников
- Художник-постановщик: Вячеслав Назарук[4][5]
- Оператор: Кабул Расулов
- Композитор: Шандор Каллош
- Звукооператор: Нелли Кудрина
- Художники-мультипликаторы: Наталья Базельцева, Владимир Спорыхин, Игорь Самохин, Андрей Колков, Семён Петецкий, Ирина Гундырева, Кирилл Малянтович, Михаил Першин
- Художники: Инна Карп, Елена Строганова, Ирина Дегтярёва, Елена Станикова, Сергей Олесов, Татьяна Великород, Ирина Черенкова, Татьяна Степанова
- Монтажёр: Галина Дробинина
- Редактор: Валерия Медведовская
- Директор: Зинаида Сараева
- Роли озвучивали:
  - Евгений Евстигнеев[6] — Толстый пёс
  - Борис Новиков — Худой пёс
  - Галина Иванова — Котёнок (нет в титрах)
  - Александр Калягин — Кот (нет в титрах)

## Видеоиздания
Мультфильм неоднократно переиздавался на VHS и DVD в сборниках мультфильмов.